# KBOOM!
KBOOM! subtitulat com Jornadas de cómic y autoedición de Barcelona era un punt de trobada dels amants i dels professionals del còmic que es va celebrar durant set edicions (2013-2019).
Després de set anys de plena il·lusió pel projecte, la seva directora Rocío Vidal en va anunciar el seu tancament definitiu, per la falta de recolzament econòmic i les exigències creixents. L'equip directiu va abandonar el projecte expressant-se satisfets amb el bon resultat que havia donat KBOOM! i amb l'esperança que en un futur es donés més importància als còmics com a cultura del nostre país.
KBOOM tenia com un dels seus majors pilars la revaloració del còmic com a concepte cultural, objectiu que es perseguia a través de les seves activitats com classes magistrals, tallers, debats, conferències i la seva batalla de dibuixants.
A més d'assegurar l'accessibilitat a el públic assistent amb diversitat funcional, cada any es van reforçar les xerrades amb intèrprets de llengua de signes (totes les activitats teòriques comptaven amb això), sent KBOOM! l'únic esdeveniment de còmic de la ciutat que comptava amb aquesta iniciativa. El darrer any va incorporar el llenguatge de signes en català.
Va començar a l'Espai Jove la Fontana, al Carrer Gran de Gràcia de Barcelona fins al 2017; les edicions de 2018 i 2019 es van celebrar a les Cotxeres de Sants fruit de la necessitat de tenir més capacitat.
L'esdeveniment era d'entrada lliure i sense afany de lucre. Funcionava mitjançant taquilla inversa, és a dir, que els usuaris contribuïen amb la voluntat al final de la visita, fent de l'autoedició i autogestió un concepte bàsic de les jornades.
Entre els convidats que van passar per KBOOM! es trobaven professionals de gran nivell com Manel Fondevila, Javier Rodríguez Víctor Santos, Jaime Calderón, Nacho Fernández, Albert Monteys, Miquel Montlló, Mamen Moreu, Agustín Ferrer, Cels Piñol, Ana Oncina, David López, Loulogio, Jordi Bayarri, Danide, Pepe Gálvez i Raquel Riba.